# Prymicja

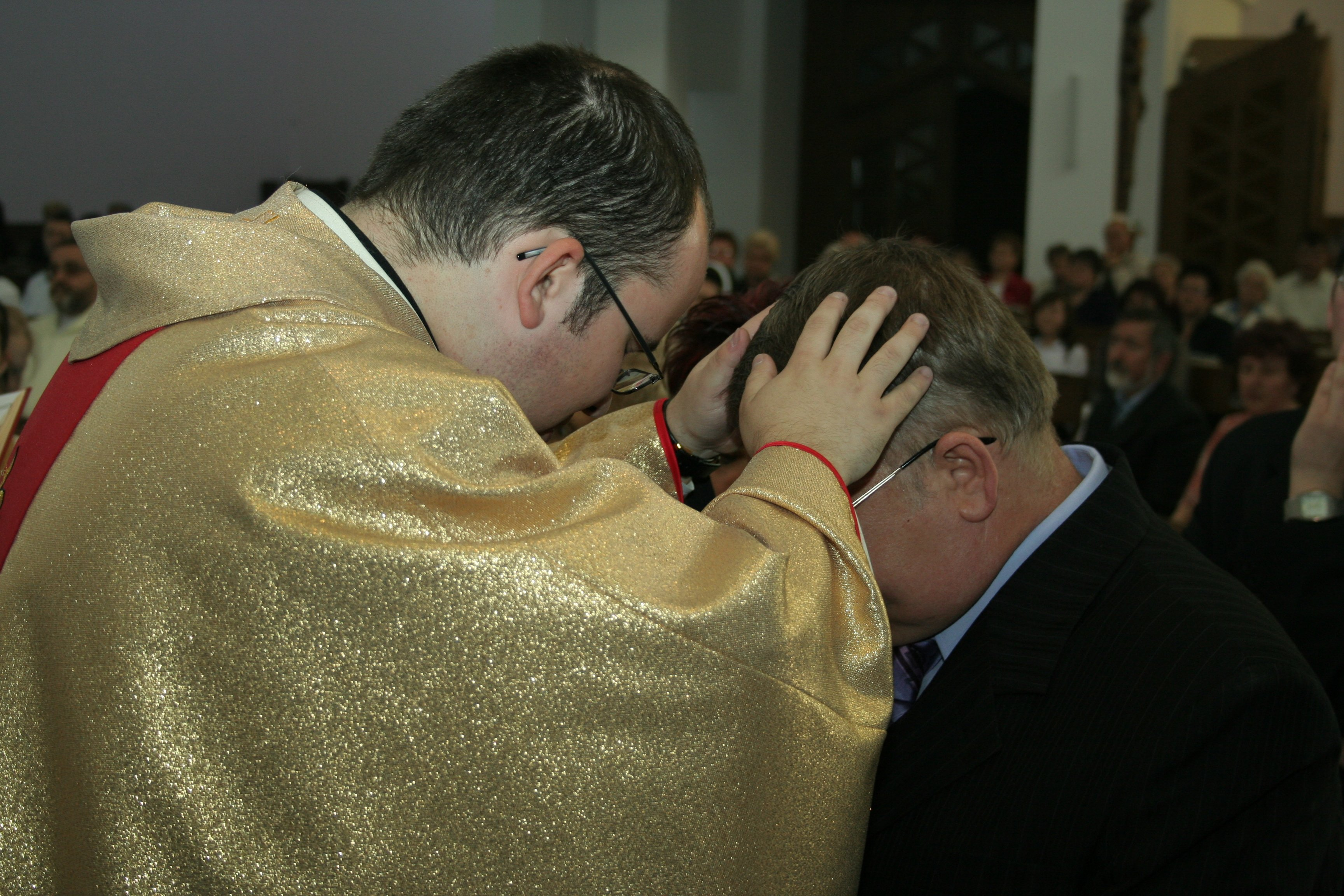
Błogosławieństwo prymicyjne

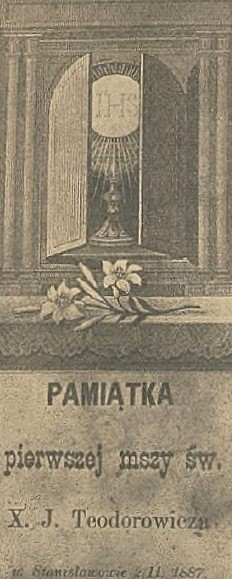
Pamiątka pierwszej mszy św. ks. Józefa Teodorowicza z 1887

Prymicja, także prymicje (od łac. primitiae, co oznacza pierwociny, pierwsze zbiory; niesłusznie wywodzi się niekiedy słowo „prymicje” od wyrażenia „prima missa”, czyli pierwsza msza) − w Kościele katolickim nazwa pierwszej mszy sprawowanej uroczyście przez nowo wyświęconego kapłana (neoprezbitera) z udziałem społeczności parafialnej, z której pochodzi. Prymicja jest sprawowana zazwyczaj dzień po święceniach kapłańskich dokonanych przez biskupa. W Polsce zwyczajowo mszę prymicyjną sprawuje się w kościele parafialnym. W zależności od regionu neoprezbiter celebruje liturgię samodzielnie (w asyście proboszcza) lub w koncelebrze. Na zakończenie udzielane jest specjalne błogosławieństwo prymicyjne o randze błogosławieństwa papieskiego. Papież Leon XIII w 1886 roku mszę prymicyjną wzbogacił możliwością uzyskania odpustu zupełnego pod zwykłymi warunkami.  
Przedłużeniem uroczystości w kościele może być przyjęcie prymicyjne.